# DOS-7
DOS-7 – główny moduł radzieckiej (od 1992 rosyjskiej) stacji kosmicznej Mir, umieszczonej na niskiej orbicie okołoziemskiej w latach 1986-2001, zbudowany przez Zakłady Chruniczewa w Moskwie. Początkowo planowany jako kolejna stacja programu Salut, został modułem bazowym znacznie większej stacji Mir.
Na potrzeby modułu, jak i całej stacji, opracowano pojazdy Sojuz-TM i Progress M.

## Dane techniczne
DOS-7 swoją konstrukcję zawdzięczał stacjom Salut 6 i Salut 7. Miał długość 13 m i średnicę 4 m. Pojemność hermetyzowana wynosiła 90 m³. Masa startowa modułu miała wartość 20 ton. Moduł na starcie posiadał 2 baterie słoneczne o rozpiętości 21 m wykonane z arsenku galu, jednak po przyłączeniu modułu Kwant-1 załoga Mira domontowała trzeci panel o powierzchni 22 m². DOS-7 posiadał również antenę do komunikacji z Centrum Kontroli Misji w Korolowie, 2 silniki do korekcji orbity umieszczone przy porcie rufowym (w kwietniu 1987 zdezaktywowane po przyłączeniu Kwanta-1),6 portów cumowniczych (z których 5 było wyposażone w nowoczesny system zbliżania Kurs, port rufowy był wykorzystany przez system Igła), a także małą blokadę próżniową wykorzystywaną przy wykonywaniu doświadczeń lub wyrzucaniu odpadów na orbitę. Na module były również zamontowane 2 miniaturowe manipulatory typu Strieła, dostarczone na pokładzie zaopatrzeniowego statku Progress.
Głównym zadaniem DOS-7 było pełnienie sekcji mieszkaniowej dla załogi Mira. Stąd na pokładzie modułu było mniej aparatury naukowej niż na poprzedniczkach stacji Mir (niezbędna aparatura została dostarczona podczas rozbudowy stacji). W module znajdowały się: toaleta, 2 kabiny sypialne, pomieszczenie rozrywkowe, sprzęt do ćwiczeń, wyposażenie medyczne i stanowisko dowodzenia stacją wyposażone w ekrany telewizyjne i radio do komunikacji z Centrum Kontroli w Korolowie.

## Historia

DOS-7 po starcie

DOS-7 został wystrzelony 19 lutego 1986 z Kompleksu nr 200 w kosmodromie Bajkonur za pomocą rakiety Proton K. Pierwsza załoga Mira zacumowała miesiąc później przy pomocy statku Sojuz T-15.
Był to jedyny lot kosmiczny, w którym zadokowano do dwóch stacji na orbicie okołoziemskiej (Sojuz T-15 dokował również do Saluta 7).
Rok później do DOS-7 był przyłączony moduł naukowy Kwant-1, a w 1989 moduł Kwant-2. W 1990 do DOS-7 zacumował moduł Kristałł, wyposażony w system cumowniczy APAS-89, który miał być wykorzystany w ramach programu Buran, lecz znalazł zastosowanie w 1995, podczas misji STS-71, kiedy to do modułu Kristałł po raz pierwszy zadokował amerykański wahadłowiec Atlantis.
W 1992 do Mira miał przylecieć prom Buran i wymienić moduł główny stacji na nowy, a starszy miał wrócić w ładowni promu na Ziemię i być wystawiony w muzeum lub zezłomowany, jednak wskutek rozpadu ZSRR i upadku programu Buran plany te nie doszły do skutku.
Przed misją STS-71 do DOS-7 zacumował w 1995 moduł Spiektr, który posiadał aparaturę naukową używaną w latach 1995-1998 w ramach międzynarodowego programu Shuttle-Mir prowadzonego przez Rosyjską Federalną Agencję Kosmiczną i NASA. Rozbudowę Mira zakończono w 1996 przyłączeniem do DOS-7 modułu doświadczalnego Priroda.
Koniec zarówno DOSa-7, jak i reszty elementów stacji Mir miał miejsce 23 marca 2001. Do deorbitacji stacji użyto statku Progress M1-5. O 5:44 UTC na wysokości 100 km nad wyspami Fidżi DOS-7 wraz z innymi modułami Mira rozpoczął destrukcyjne wejście w atmosferę ziemską, niszcząc wszystkie elementy stacji. Niespalone resztki Mira wylądowały na dnie Oceanu Spokojnego na półkuli południowej.

## Ogólny przekrój modułu DOS-7
Tłumaczenie opisów:
- 1. Pojazd załogowy Sojuz TM
- 2. Blokada próżniowa
- 3. Wertykalny port cumowniczy

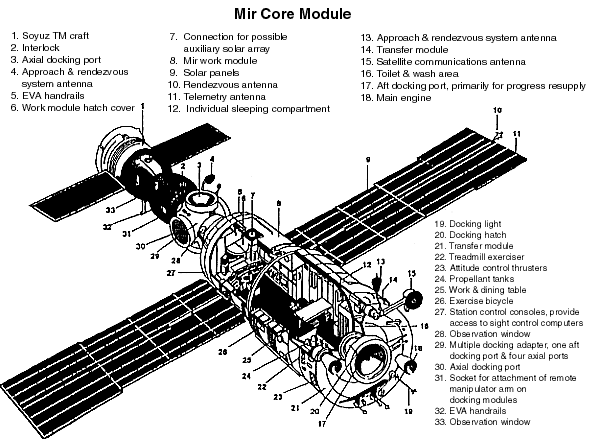

- 4. Antena systemu naprowadzania Kurs
- 5. Chwytniki ułatwiające spacer kosmiczny
- 6. Pokrywa włazu sekcji roboczej
- 7. Gniazdo przyłączeniowe baterii słonecznych
- 8. Sekcja robocza
- 9. Panele słoneczne
- 10. Antena naprowadzania
- 11. Antena telemetryczna
- 12. Przedział sypialny (tzw. kajutka)
- 13. Antena systemu naprowadzania Igła
- 14. Sekcja transferu
- 15. Antena komunikacyjna
- 16. Sekcja higieny
- 17. Rufowy port cumowniczy
- 18. Silnik główny
- 19. Światło naprowadzające
- 20. Właz cumowniczy
- 21. Sekcja transferu
- 22. Bieżnia do ćwiczeń
- 23. Silniczki orientacyjne
- 24. Zbiorniki paliwa
- 25. Stół jadalny i do pracy
- 26. Rower do ćwiczeń
- 27. Panel sterowania komputerami pokładowymi
- 28. Okno obserwacyjne
- 29. Adapter cumowniczy
- 30. Horyzontalny port cumowniczy
- 31. Gniazdo na manipulator
- 32. Chwytniki ułatwiające spacer kosmiczny
- 33. Okno obserwacyjne

## Wnętrze

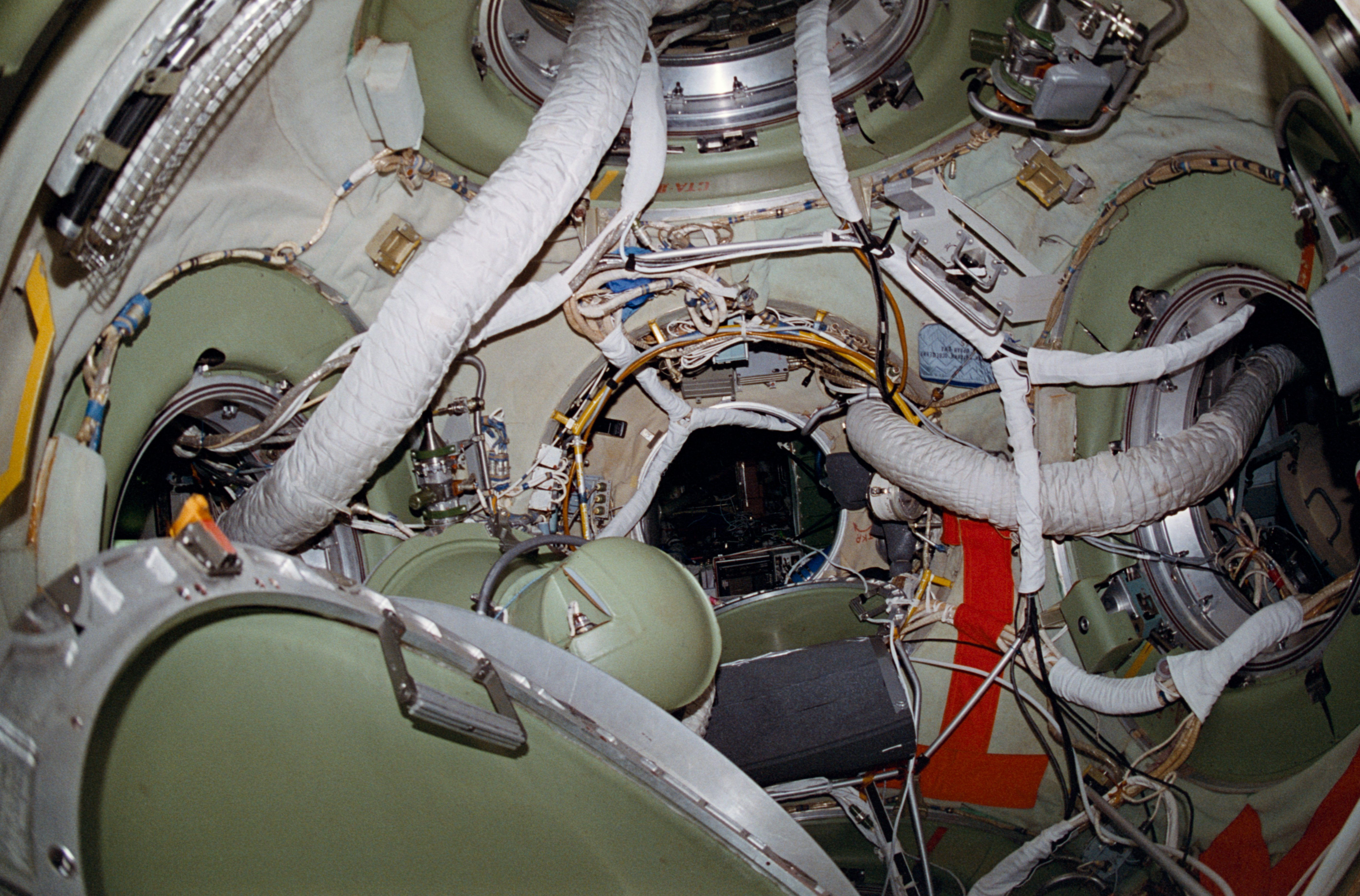
Wnętrze adaptera cumowniczego stacji Mir
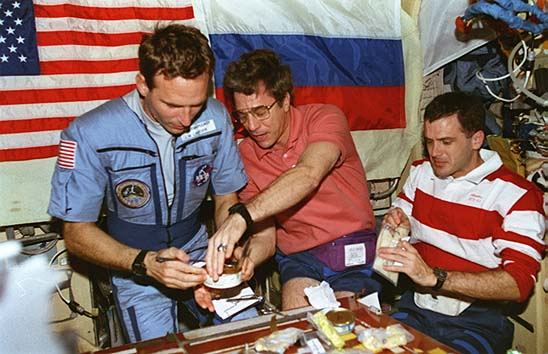
Pora obiadowa na stacji Mir
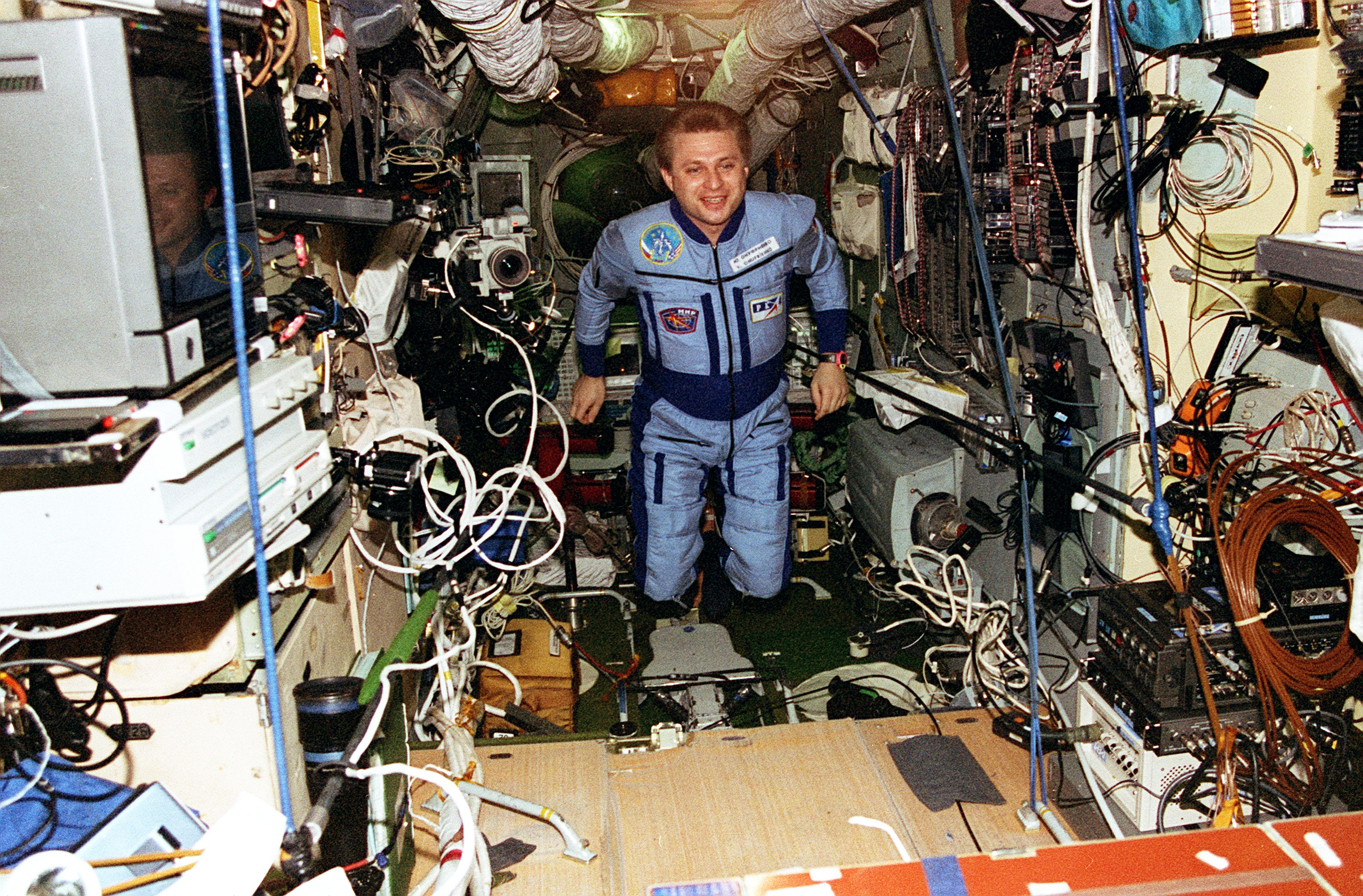
Wnętrze modułu DOS-7
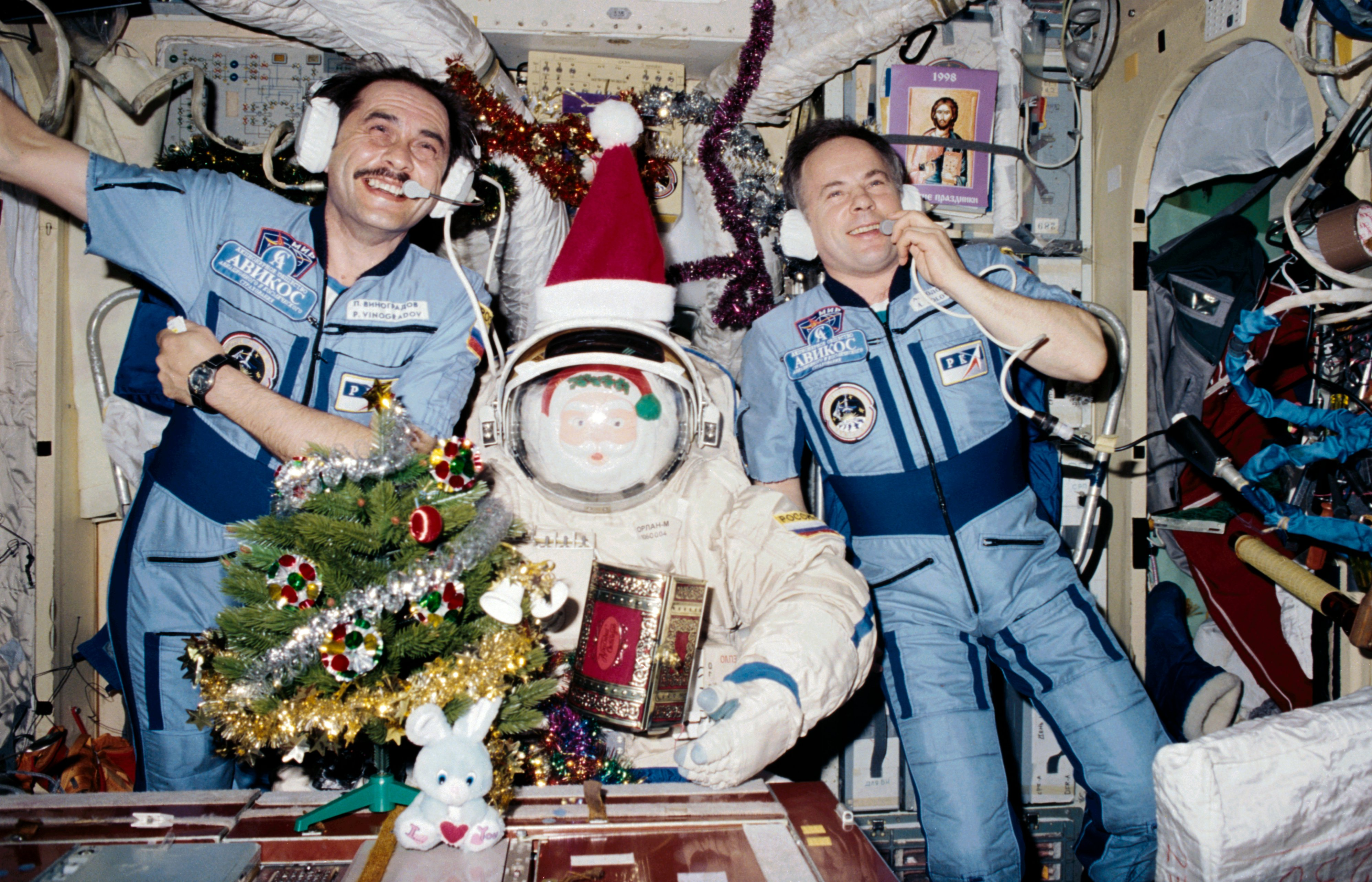
Święta bożonarodzeniowe na stacji Mir w 1997

## Następca
Na bazie modułu DOS-7 został zbudowany DOS-8 (znany pod nazwą Zwiezda), planowany jako zapasowy moduł główny Mira lub moduł bazowy stacji Mir-2, od 2000 roku pełni funkcję modułu serwisowego Międzynarodowej Stacji Kosmicznej (ISS).